# 坦加拉 (聖卡塔琳娜州)

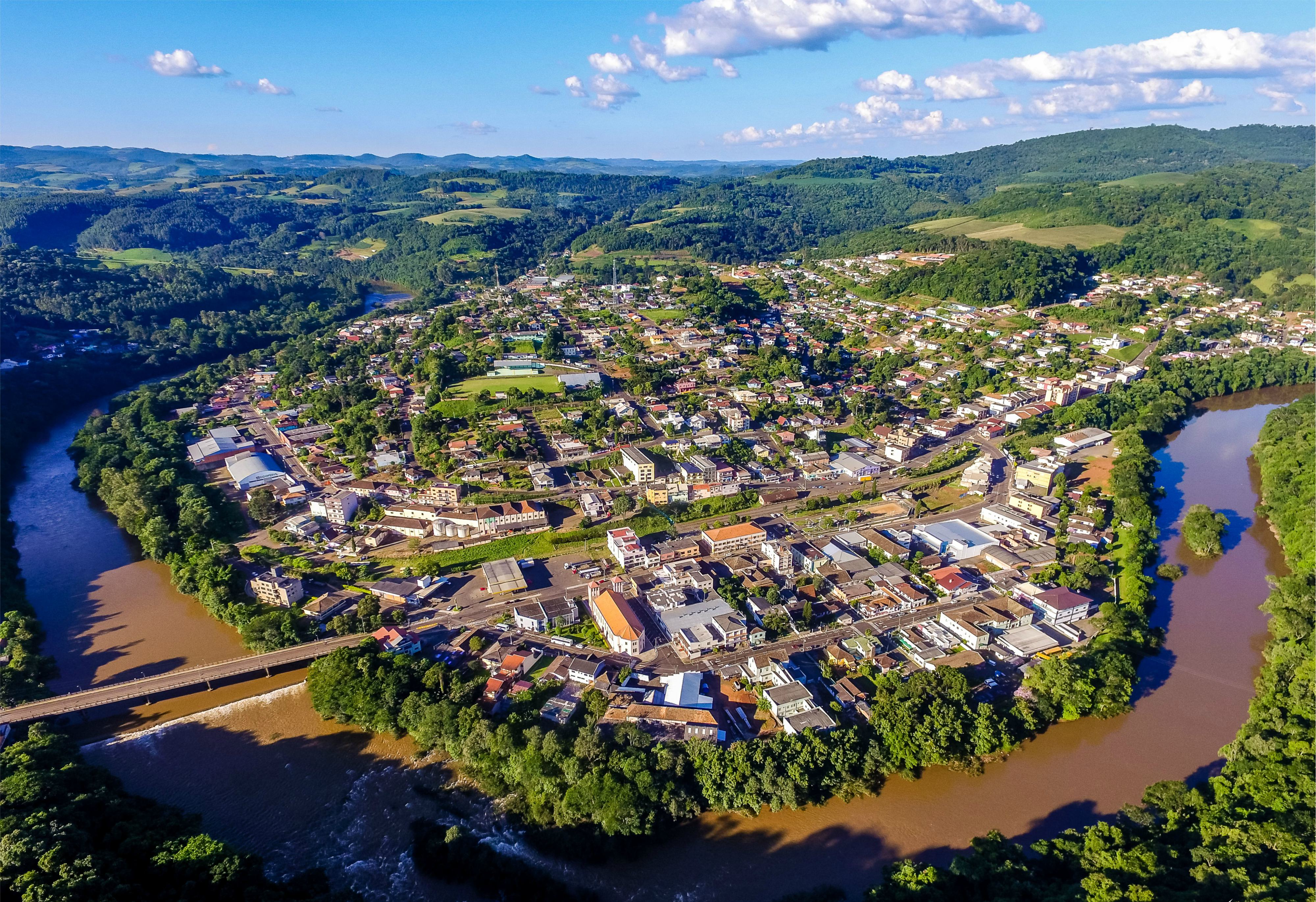
坦加拉

坦加拉（葡萄牙語：Tangará），是巴西的城鎮，位於該國南部，由聖卡塔琳娜州負責管轄，始建於1948年12月30日，面積389平方公里，海拔高度641米，2013年人口8,777，人口密度每平方公里22.55人。